# Pui d'Urdosa
El Pui d'Urdosa és una muntanya de 2.226 metres que es troba entre els municipis de Farrera i de Llavorsí, a la comarca del Pallars Sobirà.
Al cim podem trobar-hi un vèrtex geodèsic (referència 267074001).
Aquest cim està inclòs al llistat dels 100 cims de la FEEC